# Kare Kano
Kareshi Kanojo no Jijō (彼氏彼女の事情 lit. Circustancias de novio y novia?), también conocido bajo su forma abreviada Kare Kano (カレカノ)?), es un manga japonés de género shōjo, escrito e ilustrado por Masami Tsuda. La historia sucede en la Ciudad de Kawasaki, prefectura de Kanagawa, en Japón; donde en la preparatoria "Hokuei" se desarrolla un romance entre la "estudiante perfecta" Yukino Miyazawa y su rival académico Arima Sōichirō; y las relaciones de varios de sus amigos. De temática realista, dibujado de forma sencilla con pocas sombras y tramas y manejando niveles mínimos de sexo y violencia, además de ser una historia de amor y de superación personal, es, a la vez, una crítica a la Educación en Japón y a la discriminación social en un país que, a pesar de su civilidad, adolece de ese problema.
El manga se publicó por primera vez en junio de 1996 por la editorial Hakusensha en la revista mensual japonesa de manga shōjo LaLa, hasta que llegó a su final en agosto de 2005 con el vigésimo primer volumen, recopilando un total de ciento dos capítulos. Las versiones en español del manga fueron publicadas por la editorial Editores de Tebeos —antiguamente conocida como Ediciones Glénat— en España, en Hispanoamérica por Grupo Editorial Vid  de México y por Editorial Ivrea en Argentina.
En octubre de 1998, comenzó a ser transmitida la serie de anime de 26 episodios por la cadena televisiva TV Tokyo, siendo producida por Gainax y dirigida por Hideaki Anno durante los primeros 16 episodios y por Hiroki Satō entre los episodios 17 a 26, para finalizar en marzo de 1999, además de contar con Shirō Sagisu (reconocido por los arreglos musicales hechos en Neon Genesis Evangelion y Bleach) como compositor musical. Se ha editado en formato DVD en Japón por King Records (Japón), así como en Estados Unidos por Right Stuf International y en España por Jonu Media.

## Argumento
Yukino Miyazawa es una estudiante de secundaria japonés que es la envidia de sus compañeros de clase por sus buenas calificaciones y pulcritud. Sin embargo, su exterior "perfecto" es una fachada, una farsa que mantiene para ganar elogios de los demás. En la intimidad de su propia casa, ella es consentida, terca, vaga y estudia sin descanso de forma obsesiva para mantener sus calificaciones. Al entrar en la escuela secundaria, ella es retirada de su posición más alta en la clase por Arima Sōichirō, un apuesto joven cuya existencia Yukino considera una amenaza para los elogios que siempre desea, y se compromete a acabar con él. Cuando Sōichirō confiesa que está enamorado de ella, Yukino lo rechaza y presume de ello en casa. Su hermana pequeña Kano señala que su rivalidad con él viene de la admiración, lo que la hizo replantearse sus propios sentimientos.
Antes de que pueda averiguar si ella en verdad odia o le gusta Sōichirō, él le visita en su casa y descubre su verdadera personalidad. Es entonces cuando utiliza esa información para chantajearla para que haga su trabajo dentro del consejo estudiantil. Al principio Yukino lo acepta, llegando a darse cuenta de que él también no es el estudiante ideal que pretende ser. Cansada de ser utilizada, Yukino se rebela y Sōichirō se disculpa, admitiendo que todavía la ama y sólo quería pasar tiempo con ella. Yukino se da cuenta de que ella lo ama también, y juntos deciden abandonar sus falsas personalidades y ser ellos mismos, a pesar de que inicialmente tienen problemas para dejar de lado sus hábitos de aparentar la perfección y su competitividad. 
A medida que la serie avanza, Yukino es capaz de abrir su verdadero yo a los demás y ganar a sus primeros amigos de verdad más allá de Sōichirō. Finalmente se descubre que Sōichirō se esfuerza por ser perfecto con el fin de evitar volverse "malo", como los padres que lo abandonaron. Al enamorarse de Yukino, es capaz de ser más fiel a sí mismo y al mismo tiempo se encuentra cada vez más celoso de que el cambio de Yukino trae nuevos amigos y nuevas actividades en su vida, y de que ella tenga momentos en su vida que no tienen que ver con él. Cuando Yukino inadvertidamente lo lastima con esto, se vuelve aún más celoso y tímido, y comienza a usar otra fachada del "novio perfecto" en un esfuerzo por protegerla de su ser "feo". 
El regreso de ambos padres en su vida, envía a Sōichirō a una zona oscura, pero esto le ayuda a liberarse para ser él mismo, así como Yukino y sus amigos le ayudan a aprender a apoyarse y confiar en los demás. El final de la serie muestra a Yukino y Soichiro en sus 30 años, con sus tres hijos, y da información actualizada sobre los distintos amigos que hicieron a lo largo de la historia.

## Personajes principales
A lo largo del manga, la historia gira principalmente en torno a los dos personajes centrales y la relación de estos con sus amigos. 
Yukino Miyazawa (宮沢 雪野 Miyazawa Yukino?)
 Seiyū: Atsuko Enomoto
Es una chica de 15 años, linda, inteligente y popular en la preparatoria. Es la alumna ejemplar más brillante y amable que pueda haber, sin embargo esconde un gran secreto ya que en realidad no es lo que aparenta. Más bien es una chica de clase media que engaña a todos con su máscara de niña buena pues le encanta que le admiren por su intelecto y belleza. Además es muy egocéntrica, hasta tal punto que se cree mejor que todos. Cuando conoce a Arima siente un gran desprecio hacia él porque lo ve como una amenaza, ya que atrae la atención que, según ella, le pertenece. Irónicamente, termina enamorándose de él. Su nombre significa "Nieve". El grupo sanguíneo de Yukino es A y su signo zodiacal es Leo. Su cumpleaños es el 1 de agosto. En el doblaje en Español su voz es interpretada por Assumpta Navascués.
Arima Sōichirō (有馬 総一郎 Sōichirō Arima?)
 Seiyū: Chihiro Suzuki
Es un chico de 15 años muy apuesto y gentil que es admirado por todos gracias a su intelecto. Su carácter tranquilo y gran habilidad en los deportes lo hacen una persona admirable aunque Yukino no piensa lo mismo. Ella le odia con todas sus fuerzas al verlo como un creído que le ha robado a todos sus admiradores. Él esconde algunos secretos también, entre ellos el hecho de que está enamorado de Yukino y se lo hace saber rápidamente, además de que su pasado es muy triste por lo que prefiere no contarlo a nadie. Al transcurrir la serie él se vuelve el novio de Yukino. Su verdadera personalidad es descubierta a medida en que transcurre la historia ya que él también se esconde tras una máscara. El grupo sanguíneo de Arima es A y su signo zodiacal es Acuario. Su cumpleaños es el 29 de enero. En el doblaje en Español su voz es interpretada por Carlos Lladó.

## Producción
Kare Kano fue el primer manga de larga duración de Masami Tsuda. Al iniciarlo, como era nueva en la escritura de manga profesional, tuvo que poner la historia en espera mientras ella terminaba tanto la elaboración del marco dónde se desarrollaría así como la dirección en que deseaba se desarrollara su historia.
En la adaptación de los primeros siete volúmenes en anime, el director Hideaki Anno mantuvo las mismas escenas generales y el diálogo, pero modificó el ambiente en general y el enfoque de la serie, lo que lo convirtió en un "estudio de caso personal de relaciones." Se hace hincapié en el diálogo sobre la animación usando una variedad de técnicas, incluyendo escenas icónicas, bocetos de producción, tomas de ubicaciones de la vida real, imágenes repetidas, e incluso el uso de versiones de animación de los paneles de manga (algo que Anno volvería a utilizar durante la producción del anime FLCL) o simplemente imprimir las líneas del diálogo que se habla sobre las pantallas estáticas (otro recurso utilizado por Anno en el anime Evangelion). Sin embargo, Tsuda deseaba resaltar los aspectos cómicos y románticos de la serie, lo que resultó en un desacuerdo y la cancelación del anime después de 26 episodios.

## Medios

### Manga
El manga se compone de 102 capítulos (llamados actos por la autora, a modo de obra de teatro) que fueron recopilados en 21 tomos tankōbon por el sello Hana to Yume, también de Hakusensha. Este manga sería dibujado por la autora junto con sus ayudantes N. Shimizu, R. Ogawa, Y. Etō y R. Takahashi, bajo la supervisión del editor S. Taheoka. Además de los 102 actos, posee 6 historias extras de las cuales tres están conectadas con la serie mientras que las tres restantes son One-shot; un magazine llamado Tsudanikki (Tsuda Diary o El Diario de Tsuda, en Español), que relata la vida cotidiana de la autora; y un especial llamado Last Waltz (El Último Vals de Karekano), publicado en el tomo 21, en el que Tsuda escribe sus últimas palabras antes de ponerle punto final a la historia. Por otra parte, la serie está dividida en 3 sagas basadas en el énfasis que la autora dio a los personajes del manga. Dichas sagas son:
- Saga Miyazawa, que comprende desde el acto 1 hasta el acto 42 y en el que la autora narra la historia, mayoritariamente, desde la perspectiva de Yukino Miyazawa, aunque sin sujetarse estrictamente a esta. En esta saga, Tsuda le da preponderancia a la comedia sobre el drama, a los temas rosa propios de un manga shojō y, en cuanto a la historia, adicional al argumento ya explicado, centra el foco en la protagonista y en su familia, siendo esta la saga donde se ilustra la biografía e historia de amor de sus padres y en donde sus hermanas, Tsukino y Kano, tienen mayor intervención en la trama.

- Saga de los Otros, que comprende los actos del 43 al 58 y en el que la autora se dedica especialmente a narrar las historias de amor de algunos de los amigos de Yukino y Sōichirō, aunque también incluiría un paréntesis dedicado al viaje de excursión que tiene el 10.º grado en Kioto y que, aunque enmarcada en la Saga Miyazawa, serviría de preludio a algunas historias de amor que se narrarían en los capítulos siguientes y a la saga que viene inmediatamente después. Las historias de amor narradas serían las de Maho Izawa con un odontólogo llamado Takashi a quien este le lleva 12 años de diferencia; la de Tsubasa Shibahime y su hermano adoptivo Kazuma Ikeda, a cuya historia la autora le dedica la mayor parte de esta saga; y la de Rika Sena y Kyo Sawada, hermano mayor de Aya.

- Saga Arima, que comprende del acto 59 al acto 102 y que ubica la trama dos años después del viaje de excursión a Kioto, narra la historia, mayoritariamente, desde la perspectiva de Sōichirō Arima, aunque, al igual que con la Saga Miyazawa, la autora no se sujeta estrictamente a la susodicha. Esta saga representa un giro de 180° con respecto a la primera saga, en donde la autora le pone todo el énfasis al drama, al punto de eliminar casi completamente las situaciones cómicas (solo volverían a aparecer hacia el final de la serie) y le otorga muchos matices oscuros, algo infrecuente en el género shojō. En cuanto a la historia, además del argumento ya explicado, centra el foco en el protagonista y en toda la comunidad familiar a la cual hace parte (padres adoptivos, padres biológicos, tíos, primos, etc.) siendo esta la saga donde se relataría la biografía de la familia Arima desde la generación del abuelo de Sōichirō (Reīchirō Arima) y en donde, por ende, la familia Miyazawa (a excepción de Yukino y de una reintroducción por parte de Kano) tendría una magra intervención en la trama; mientras que la intervención de los amigos de la pareja (con la excepción de Hideaki Asaba, quien posee un papel fundamental en esta parte de la serie) se vería también disminuida.

Las versiones en español del manga fueron difundidas en España por la editorial Glénat y en Hispanoamérica por Grupo Editorial Vid, de México.

### Anime
| Ficha técnica           | Ficha técnica                                                          |
| ----------------------- | ---------------------------------------------------------------------- |
| Director                | Hideaki Anno (Actos 1.0-18.0, 26.0) Kazuya Tsurumaki (Actos 19.0-25.0) |
| Creador original        | Masami Tsuda                                                           |
| Productor ejecutivo     | Tsunekazu Ishihara                                                     |
| Productores             | Hiroki Sato Noriko Kobayashi Takayuki Yanagisawa                       |
| Supervisor de animación | Tadashi Hiramatsu                                                      |
| Guion                   | Hideaki Anno (eps 1-26) Hiroyuki Imaishi (ep 19)                       |
| Dirección artística     | Masaru Sato                                                            |
| Efectos especiales      | Toru Noguchi                                                           |
| Diseño de personajes    | Tadashi Hiramatsu                                                      |
| Edición                 | Sachiko Miki                                                           |
| Dirección de sonido     | Toru Nakano                                                            |
| Música                  | Fumiya Fujii Shirō Sagisu                                              |

Kare Kano fue adaptado como una serie de anime, dirigida por Hideaki Anno, hasta que este abandonó el proyecto y le sustituyó Kazuya Tsurumaki, animada por GAINAX y J.C. Staff y producido también por GAINAX. Se emitió por primera vez en Japón por la cadena televisiva TV Tokio el 2 de octubre de 1998 hasta que finalizó el 26 de marzo de 1999 con un total de veintiséis episodios de veintidós minutos cada uno, quedando la animación inconclusa al solo recopilar los 7 primeros tomos tankōbon del manga y el primer acto del octavo tankōbon, debido a desacuerdos entre la autora y los directores de la serie.
El doblaje en español del anime se realizó únicamente para España. El doblaje fue realizado por los estudios Teruel en 2002.
La serie se editó en DVD por King Records (Japón) en 2005 en 7 volúmenes. Para Estados Unidos se editó por parte de Right Stuf International en 2006, esta versión incluye subtítulos en español. Para España la edición la realizó Jonu Media, esta versión incluye el audio en japonés y español y subtítulos en español. Adicionalmente Jonu Media editó una colección de 6 VHS que contenían la serie con el doblaje en español.

### Banda sonora
La banda sonora de la serie se compone por música compuesta por Shirō Sagisu, además de canciones escritas por Fumiya Fujii (Tenshi no yubikiri) y Yosui Inoue (Yume no naka he) que se compilan en cuatro discos compactos; además, está un trabajo relacionado con diversas canciones cantadas por Atsuko Enomoto, Yuki Watanabe y Maria Yamamoto bajo la dirección de Tomoko Takahashi. 
Kareshi Kanojo no Jijō ACT 1.0 (彼氏彼女の事情 ACT 1.0 Kareshikanojonojijō ACT 1.0?) es el primer álbum de banda sonora del anime. Fue lanzado en Japón bajo el sello de King Records Starchild con el número de catálogo KICA-440 el 23 de diciembre de 1998 . Fue publicado en Estados Unidos por Geneon Entertainment el 20 de enero de 2004. El álbum contiene un total de veinticuatro pistas, incluyendo el tema de apertura, «La promesa del ángel» (天使の指切り Tenshi no yubikiri?) interpretado por Mai Fukuda y el tema de cierre, «Dentro de un sueño» (夢の中へ Yume no naka he?) interpretado por Atsuko Enomoto y Chihiro Suzuki. 
Kareshi Kanojo no Jijō ACT 2.0 (彼氏彼女の事情 ACT 2.0 Kareshikanojonojijō ACT 2.0?), es el segundo álbum de la banda sonora, Fue lanzado en Japón bajo el sello de King Records Starchild con el número de catálogo KICA-449 el 26 de febrero de 1999 y publicado en Estados Unidos por Geneon Entertainment el 1 de noviembre de 2005. Este álbum contiene un total de veinticinco pistas, entre ellas la canción «S.O.S.» originalmente cantada por el dúo Pink Lady, interpretada por Yuki Watanabe y Maria Yamamoto,que se utilizó en el episodio 6 del anime, así como las versiones cortas del opening y ending de la serie. 
Posterior a las dos primeras bandas sonoras se lanzó el álbum Kareshi Kanojo no Jijō Setsu・Getsu・Ka (彼氏彼女の事情 彼氏彼女の事情Setsu・Getsu・Ka Kareshikanojonojijō Setsu・Getsu・Ka?) en Japón bajo el sello de King Records Starchild con el número de catálogo KICA-452 el 26 de marzo de 1999. Este es un álbum vocal de las tres Seiyū de las hermanas Miyazawa: Yukino (Atsuko Enomoto), Tsukino (Yuki Watanabe) y Kano(Maria Yamamoto), con doce pistas en total incluyendo una versión especial de Yume no Naka he cantada solo por Atsuko Enomoto.
Kareshi Kanojo no Jijō ACT 3.0 (彼氏彼女の事情 ACT 3.0 Kareshikanojonojijō ACT 3.0?), es el tercer álbum de la banda sonora, Fue lanzado en Japón bajo el sello de King Records Starchild con el número de catálogo KICA-463 el 28 de mayo de 1999. Este álbum contiene veinticinco pistas, entre las cuales se incluyen versiones modificadas de algunas canciones ya lanzadas en álbumes previos.
Un cuarto álbum de banda sonora Kareshi Kanojo no Jijō ACT 4.0 (彼氏彼女の事情 ACT 4.0 Kareshikanojonojijō ACT 4.0?), fue lanzado el 23 de febrero de 2005, aunque solo estuvo disponible como parte de una colección de discos compactos que incluyen los tres álbumes anteriores llamada Kare Kano CD-BOX Soundtrack (彼氏彼女の事情 CD-BOX SOUNDTRACK Kareshikanojonojijō CD-BOX SOUNDTRACK?). 
También se lanzó un disco independiente en el año 2004, producido por la revista LaLa llamado SONGS: his and her circumstances y en el cual Masami Tsuda hace una selección de cuatro canciones que, a juicio de ella, deberían formar parte de la banda sonora del anime, una de ellas es el título del acto 72 del manga El soneto de él y de ella (彼と彼女のソネット Kare to kanojo no sonetto?), cantada por Tomoyo Harada y que Tsuda considera como la «canción de imagen» de Kare Kano.

### CD Drama
Existen adicionalmente dos CD drama sobre Kare Kano; ambos producidos por la revista LaLa y la autora Masami Tsuda, el primero «Kare Kano Acto 0.0» (彼氏彼女の事情 アクト・ゼロ Kareshikanojonojijō ACT ZERO?), se lanzó en la revista LaLa de abril de 1999 como un regalo para sus subscriptores. Este disco contiene un drama basado en el Acto 0.0 que apareció como extra en el tomo 10 del manga, actuado por los mismos actores que la serie de anime y también incluye mensajes para contestadora y mensajes para alarma de reloj despertador, contiene un total de 33 pistas. El segundo disco «Kare Kano Acto Final» (彼氏彼女の事情 FINAL ACT Kareshikanojonojijō FINAL ACT?), es una actuación del Acto final del manga «No se puede ser más feliz», que se dio a los subscriptores de LaLa en agosto de 2005 como celebración del final del manga, cuenta con la participación de las voces del anime y algunas adicionales para los personajes que no se incluyeron, contiene un total de 4 pistas.